# العلاقات الباكستانية البلجيكية
العلاقات الباكستانية البلجيكية هي العلاقات الثنائية التي تجمع بين باكستان وبلجيكا.

## مقارنة بين البلدين
هذه مقارنة عامة ومرجعية للدولتين:
| وجه المقارنة                                              | باكستان                     | بلجيكا                                                                              |
| --------------------------------------------------------- | --------------------------- | ----------------------------------------------------------------------------------- |
| المساحة (كم2)                                             | 881.91 ألف                  | 30.53 ألف                                                                           |
| عدد السكان (نسمة)                                         | 197.02 مليون                | 11.37 مليون                                                                         |
| الكثافة السكانية (ن./كم²)                                 | 223.4                       | 372.42                                                                              |
| العاصمة                                                   | إسلام آباد                  | بروكسل                                                                              |
| اللغة الرسمية                                             | لغة إنجليزية، اللغة الأردية | اللغة الهولندية، لغة فرنسية، اللغة الألمانية                                        |
| العملة                                                    | روبية باكستانية             | يورو، فرنك بلجيكي                                                                   |
| الناتج المحلي الإجمالي (بليون دولار)                      | 304.95 مليار                | 492.68 مليار                                                                        |
| الناتج المحلي الإجمالي (تعادل القوة الشرائية) بليون دولار | 946.67 مليار                | 514.74 مليار                                                                        |
| الناتج المحلي الإجمالي الاسمي للفرد دولار أمريكي          | 1.43 ألف                    | 40.32 ألف                                                                           |
| الناتج المحلي الإجمالي للفرد دولار أمريكي                 | 4.81 ألف                    | 43.44 ألف                                                                           |
| مؤشر التنمية البشرية                                      | 0.538                       | 0.890                                                                               |
| رمز المكالمات الدولي                                      | +92                         | +32                                                                                 |
| رمز الإنترنت                                              | .pk                         | .be                                                                                 |
| المنطقة الزمنية                                           | ت ع م+05:00                 | توقيت وسط أوروبا، ت ع م+01:00، ت ع م+02:00، توقيت وسط أوروبا الصيفي، أوروبا/بروكسل ‏ |

## منظمات دولية مشتركة
يشترك البلدان في عضوية مجموعة من المنظمات الدولية، منها:
| علم المنظمة | اسم المنظمة                               | تاريخ انضمام باكستان | تاريخ انضمام بلجيكا |
| ----------- | ----------------------------------------- | -------------------- | ------------------- |
|             | الاتحاد البريدي العالمي                   | ?                    | ?                   |
|             | منظمة حظر الأسلحة الكيميائية              | ?                    | ?                   |
|             | منظمة التجارة العالمية                    | ?                    | ?                   |
|             | الأمم المتحدة                             | 30 سبتمبر 1947       | 27 ديسمبر 1945      |
|             | وكالة ضمان الاستثمار متعدد الأطراف        | 12 أبريل 1988        | 18 سبتمبر 1992      |
|             | منظمة الشرطة الجنائية الدولية             | ?                    | ?                   |
|             | مؤسسة التمويل الدولية                     | 20 يوليو 1956        | 27 ديسمبر 1956      |
|             | بنك التنمية الآسيوي                       | 1966                 | 1966                |
|             | الاتحاد الدولي للاتصالات                  | 26 أغسطس 1947        | 1866                |
|             | البنك الدولي للإنشاء والتعمير             | 11 يوليو 1950        | 27 ديسمبر 1945      |
|             | المنظمة الهيدروغرافية الدولية             | ?                    | ?                   |
|             | الفريق المعني برصد الأرض                  | ?                    | ?                   |
|             | المركز الدولي لتسوية المنازعات الاستشارية | 15 أكتوبر 1966       | 26 سبتمبر 1970      |
|             | يونسكو                                    | 14 سبتمبر 1949       | 29 نوفمبر 1946      |

## وصلات خارجية
- موقع وزارة الخارجية الباكستانية
- موقع وزارة الخارجية البلجيكية